# 冬天麻
冬天麻（学名：Gastrodia hiemalis）为兰科天麻属下的一个种。其种加词“Hiemalis”意为“冬天的”。
现接受名为冬天麻（Gastrodia pubilabiata Y.Sawa, 1980）。